# Kostel svatého Petra v okovech (Velenka)
Kostel svatého Petra v okovech je filiální kostel v římskokatolické farnosti Nymburk. Nachází se ve vsi Velenka v okrese Nymburk ve Středočeském kraji. Postaven byl v letech 1733–1734 podle plánů architekta Kiliána Ignáce Dientzenhofera. Kostel je chráněn jako kulturní památka.

## Historie
Farní kostel svatého Petra je ve Velence doložen roku 1352. Stál v blízkosti návsi a pravděpodobně byl dřevěný. Farnost ve Velence časem zanikla a kostel svatého Petra byl jako filiální začleněn do farnosti Sadská. Koncem dvacátých let osmnáctého století probíhaly práce na zlepšení podmínek cestování po tzv. Slezské cestě. V jejich rámci bylo roku 1728 rozhodnuto o výstavbě nového kostela a zájezdního hostince. Plány hostince navrhl architekt Tomáš Haffenecker.
V případě kostela se počítalo, že bude postaven podle plánu Kiliána Ignáce Dientzenhofera. Ten navrhl dvě podobné varianty a svůj návrh dodal také Tomáš Haffenecker, který počítal se čtvercovou lodí se zkosenými nárožími, protáhlým kněžištěm a věží v západním průčelí. První Dientzenhoferova varianta byla zamítnuta a kostel byl nakonec postaven podle jeho druhého plánu. Původně měla stavba proběhnout v místech staršího kostela, ale kvůli očekávaným vyšším nákladům bylo zvoleno blízké návrší.
Stavbyvedoucím byl roku 1732 jmenován Jakub Schödl a předběžný rozpočet na výstavbu stanoven na 1 791 zlatých a 25 krejcarů. Práce začaly roku 1733 a dokončeny byly 29. září 1734, kdy byl kostel vysvěcen. Téhož roku byl instalován hlavní oltář s obrazem Osvobození svatého Petra od malíře Františka Antonína Müllera, který byl také autorem obrazů Panna Marie mezi světci na nebesích a Zajetí svatého Vojtěcha, určených pro boční oltáře.
Ve druhé polovině dvacátého století kostel dlouho chátral. V roce 2007 bylo založeno Občanské sdružení občanů a přátel Velenky, které usilovalo o opravu kostela. Rekonstrukce fasád, nový krov se střechou a vnitřní výmalba byla dokončena roku 2014. Ve stejné době sdružení získalo dotaci na opravu varhan.

## Stavební podoba

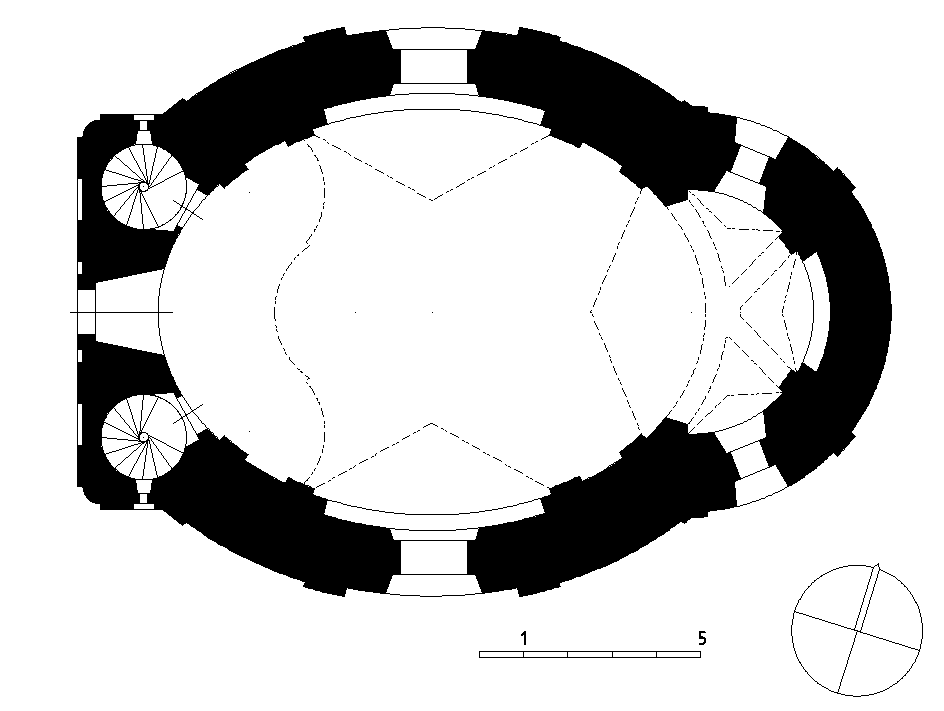
Půdorys kostela

Jádrem kostela je oválná loď, na kterou na východě navazuje apsidálně zakončený presbytář. Na západě před loď mírně předstupuje rizalit hlavního průčelí, které je v nárožích zdůrazněno zdvojenými lizénami. Dominantou středového pole v průčelí je kasulové okno se šambránou a zdobnou supraportou. Ve vrcholové části okna se nachází klenák, který přechází v nadokenní římsu. Korunní římsa průčelí přechází do atikové nástavby s bočními volutovými rameny a nad ní se zdvihá drobná věž se stanovou střechou. Její fasádu člení štukové rámy se segmentově zakončenými okny. Před průčelím je drobná předsíň, která respektuje slohovou podobu kostela, ale byla přistavěna až dodatečně.
Boční stěny jsou členěné lizénovými rámy. Střední vpadlé pole obsahuje na každé straně lodi jedno okno lemované štukovou šambránou. Horní část oken přechází do segmentové suprafenestry s kónickým klenákem uprostřed. Také fasáda presbyteria je členěná lizénovými rámy, z nichž krajní pole obsahují po jednom kruhovém okně se šambránou a štukovým klenákem, který se napojuje na lizénový rám.
Jádrem interiéru je lunetami sklenutá loď. Klenbu nesou pilíře členěné lizénami s čabrakovými hlavicemi. Ve středovém poli lodi je architráv nesený toskánskými pilastry. V západní části lodi stojí pilíři podepřená kruchta s konvexně konkávním parapetem a poprsní kuželkovou balustrádou. Na východě loď přechází vítězným obloukem do presbytáře. Ten je zaklenutý konchou s lunetami sbíhajícími se na diagonálně umístěné pilastry.
Kostel je součástí areálu funkčního hřbitova vymezeného historickou zdí, ke kterému patří také márnice. Budova kostela uzavírá východní stranu a k jejímu západními průčelí se napojují konce hřbitovní zdi.

## Zařízení
Podle Emanuela Pocheho pochází hlavní tabernáklový oltář z roku 1735. Nad ním je obraz anděla zjevujícího se svatému Petrovi. Boční oltář svatého Vojtěcha je portálový, sloupový s rozvilinovými křídly a pochází z doby okolo roku 1700. Obraz svatého Vojtěcha byl už na začátku dvacátého století přemalovaný. Druhý boční oltář je zasvěcen Panně Marii. Zařízení doplňuje hranolová kazatelna s pilastry z doby výstavby kostela.
Na začátku dvacátého století byl v kostele zvon s průměrem 32,5 centimetru s krucifixem a nápisem „WCF 1790“ na přední straně a reliéfem svaté Maří Magdaleny na straně zadní.